# Andronikos Doukas
Pour les articles homonymes, voir Andronic Doukas.
Andronikos Doukas (en français souvent Andronic Doucas) est un général byzantin qui se rebella sous le règne de Léon VI le Sage et mourut en exil à Bagdad vers 910. Il est le premier membre de la famille Doukas qui joua un rôle important dans l'histoire.

## Éléments biographiques
Ce personnage apparaît dans les annales à la fin de l'année 904: pendant l'été précédent, une flotte arabe commandée par le rénégat Léon de Tripoli s'était emparée de Thessalonique, mettant la ville au pillage et emmenant une grande partie de la population en captivité; à titre de représailles, des forces byzantines commandées par Andronikos Doukas et Eustathios Argyros s'attaquèrent aux émirats musulmans de Tarse et de Mopsueste et en novembre ou en décembre remportèrent une importante victoire près de Germanicée. Ce fut probablement à la suite de ce succès qu'Andronic fut promu domestique des Scholes, le plus haut grade de l'armée byzantine.
S'ensuivirent au cours de l'année 905 de longues négociations avec les Arabes pour parvenir à un échange de prisonniers, et un accord finit par être signé. En 906, Andronic reçut l'ordre, après la réalisation de l'échange, de rejoindre avec ses troupes une flotte que l'amiral Himérios rassemblait sur la côte de la Mer Égée pour attaquer les Arabes. C'est alors que commence l'histoire embrouillée de sa rébellion. Selon les chroniques, Andronic aurait reçu des lettres d'« amis » de Constantinople l'avertissant de ne pas se rendre auprès d'Himérios, car celui-ci avait ordre de l'arrêter et de le faire aveugler. Toujours est-il qu'Andronic ne se rendit pas à la convocation, et qu'au début octobre de cette année, Himérios remporta seul une victoire contre une flotte ennemie. Ayant désobéi à un ordre impérial, Andronic était officiellement rebelle, et il fut déchu de son grade de domestique des Scholes. Il s'enferma avec sa famille et ses partisans dans la forteresse de Kabala, près d'Iconium. L'échange de prisonniers, qui n'avait pas été mené à son terme, fut d'ailleurs rompu.
Les chroniques affirment que les lettres d'avertissement qu'il avait reçues étaient des faux fabriqués par les soins de l'eunuque Samonas, ennemi mortel de la famille Doukas. Mais une lettre tombée entre les mains des ministres de l'empereur sembla prouver l'existence d'un véritable complot impliquant le patriarche Nicolas Ier, qui fut arrêté et détenu dans un monastère, et finalement contraint à la démission (février 907). Le nouveau domestique des Scholes, Grégoire Ibéritzès (par ailleurs beau-père de Constantin Doukas, le fils d'Andronic), fut envoyé pour reprendre la forteresse de Kabala. Mais une troupe arabe se porta à la rescousse d'Andronic et de ses fidèles, qui purent se réfugier en territoire musulman (avril/mai 907).
Andronic fit étape à Tarse, et ensuite fut emmené à Bagdad. Mais un message secret de l'empereur Léon lui fut adressé, caché dans une chandelle: Andronic était assuré qu'il était pardonné et qu'il pouvait revenir en toute sûreté. Ce message tomba entre les mains du grand vizir du calife: selon les chroniques, c'était une fois encore le produit des intrigues de Samonas. Andronic fut mis aux arrêts à Bagdad et contraint de se convertir formellement à l'islam. Il mourut dans cette ville vers 910.
Les historiens sont très divisés sur la lecture de ces événements. Certains croient à l'existence réelle d'un complot impliquant Andronic et le patriarche Nicolas Ier, qui aurait été déjoué par l'eunuque-ministre Samonas; d'autres suivent les chroniqueurs, qui insistent sur le caractère intrigant du personnage de Samonas, et sur sa haine pour la famille Doukas. Léon VI lui-même paraît avoir sincèrement regretté son général: il composa un poème de lamentation après sa défection, et lorsque Constantin, fils d'Andronic, parvint à s'enfuir de Bagdad et à regagner le territoire byzantin (908), l'empereur l'accueillit avec tous les honneurs et lui confia à nouveau de hautes responsabilités militaires. À cette date, Samonas avait été disgracié.